# Rebetiko
Il rebetiko (ρεμπέτικο) o, al plurale, rebetika (ρεμπέτικα), sottinteso traghoudia (τραγούδια = canti), è un genere musicale greco. In italiano viene reso anche traslitterato come rebetico.

## Etimologia del termine
Ρεμπέτικο in greco moderno è un aggettivo costruito a partire dal sostantivo ρεμπέτης (al femminile, ρεμπέτισσα), termine che indica il musicista che esegue brani in tale stile. Sull'origine dell'aggettivo ci sono varie proposte, ma nessun accordo fra gli studiosi. Il Λεξικό της κοινής νεοελληνικής (Dizionario del neogreco standard) presenta come possibilità la derivazione da rebyonok o rebyata, parole che in molte lingue slave indicano il ragazzo. Il lessicografo Giorgios Babiniotis propone invece la derivazione dal termine turco ribat che indica la caserma ma, per esteso, anche la prigione. Sempre Babiniotis esclude altre etimologie considerate dagli studiosi, quali quella dal turco rubai ('quartina') e quella dal verbo greco antico ῥέμβω ('vagare', 'vagabondare').

## Storia del genere
Nato in Grecia a cavallo tra XIX e XX secolo, nei bassifondi della società greca, da persone emarginate che volevano raccontare i loro disagi o le loro peripezie tramite la musica, il rebetiko ha un valore analogo a quello del tango per gli argentini, del blues per gli americani o del fado per i portoghesi. La tematica delle canzoni riguarda prevalentemente storie di povertà, prigione, droghe, amore, problemi sociali e prostituzione, messe in musica in modo passionale, a volte triste, altre ironico o scherzoso.
Ilias Petropoulos, uno dei principali storici del rebetiko, ne divide la storia nei seguenti periodi:
- fine XIX secolo - 1922, le origini
- 1922 - 1932, il periodo del dominio di Smirne
- 1932 - 1942, il periodo classico
- 1942 - 1952, il periodo della popolarità

Nel corso del decennio successivo, il Rebetiko perse rilevanza, venendo sostituito nei favori del pubblico da altri generi musicali e venendo assorbito insieme a questi nella cosiddetta laïki mousiki (λαϊκή μουσική), ovvero "musica popolare" in lingua greca. Pochi anni dopo, però, anche in funzione di opposizione simbolica alla Dittatura dei colonnelli (al potere in Grecia tra il 1967 e il 1974), una nuova generazione riscoprì il rebetiko delle origini, dando vita al revival che ha portato all'attuale notorietà internazionale.

## Ritmi
- Hasapiko
- Hasaposerviko
- Tsifteteli
- Zeimpekiko
- Karsilamas[6]

## Strumenti musicali
- Bouzouki
- Chitarra
- Tzouràs
- Baglamas
- Violino

## Personaggi
- Markos Vamvakaris (Μάρκος Βαμβακάρης)
- Stratos Pagioumtzis (Στράτος Παγιουμτζής)
- Giannis Papaioannou (Γιάννης Παπαϊωάννου)
- Vassilis Tsitsanis (Βασίλης Τσιτσάνης)

## Il rebetiko e l'Italia
Il cantautore italiano Vinicio Capossela ha inciso nel 2011 un brano in stile rebetiko, Morna, contenuto nell'EP La nave sta arrivando, mentre nel 2012 ha pubblicato un intero album nello stesso stile, intitolato Rebetiko Gymnastas.

### Testi
- Gaia Zaccagni, Ma che vita è questa? 85 canzoni rebetike della crisi, collana "Il Fàliro", Atene, ETPbooks, 2018, ISBN 978-618-5329-05-1
- Crescenzio Sangiglio, La canzone rebetika, collana "Il pianeta scritto", Lecce, Argo, 2018, ISBN 978-88-8234-219-7
- AA.VV, Rebetiko. La canzone greca dei bassifondi, trad. di Viviana Maglio Sebastio, introd. di Vinicio Capossela, Atene, Aiora, 2024, ISBN 978-618-5369-91-0
- (EN)  Katherine Butterworth & Sara Schneider (edited by), Rebetika. Songs from the Old Greek Underworld, Athens, Aiora, 2014 [New York, Komboloi, 1975], ISBN 978-618-5048-20-4

### Narrativa
- Vinicio Capossela, Tefteri. Il libro dei conti in sospeso, Milano, Il Saggiatore, 2013, ISBN 978-884-2819-41-7
- Jorgos Skambardonis, L'ultimo rebetiko, collana "Novecento", traduzione di Maurizio De Rosa, Atene, ETPbooks, 2017, ISBN 978-618-5329-00-6